# 阿薩河 (孫扎河支流)
43°15′17″N 45°24′51″E / 43.25472°N 45.41417°E

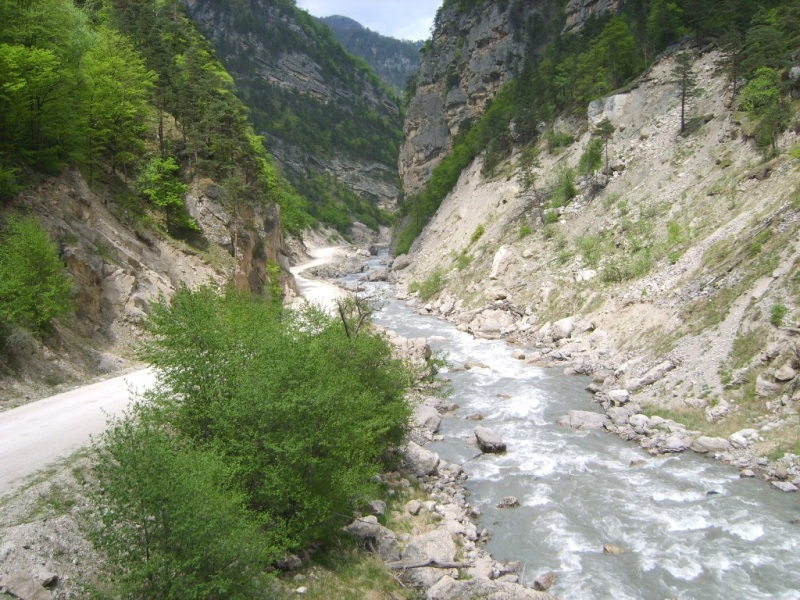

阿薩河（羅馬化：Assa），是東歐的河流，位於俄羅斯和格魯吉亞，屬於孫扎河的右支流，發源自高加索山脈，河道全長133公里，流域面積2,060平方公里。